# Nueva Sociedad
Nueva Sociedad (spanisch für Neue Gesellschaft) ist eine spanischsprachige gesellschaftspolitische Zeitschrift für Lateinamerika, herausgegeben von der Friedrich-Ebert-Stiftung.
Die Zeitschrift wurde 1972 gegründet und erreichte 2012 eine Auflage von 2000 im Abonnement vertriebenen Exemplaren sowie 200.000 kostenlose Artikeldownloads jeden Monat. Die Erscheinungsweise ist zweimonatlich. Verlagsort ist heute Buenos Aires in Argentinien. Zuerst wurde Nueva Sociedad in  San José (Costa Rica) und danach in Caracas (Venezuela) herausgegeben. Jährlich erscheint je eine Sonderausgabe in deutscher und portugiesischer Sprache.
Erklärtes Ziel ist „die Konsolidierung einer pluralistischen, demokratischen und wissenschaftlich fundierten Dialogkultur auf dem Kontinent sowie die Förderung der zur Stabilisierung der Demokratie in der Region notwendigen Reformansätze.“